# جاستن ميلن
جاستن ميلن (بالإنجليزية: Justin Milne)‏ هو مسير أعمال أسترالي، ولد في 19 نوفمبر 1952 في أديلايد في أستراليا.

## وصلات خارجية
- جاستن ميلن على موقع IMDb (الإنجليزية)